# Schinznach-Dorf
Schinznach-Dorf és un antic municipi de Suïssa al districte Brugg al cantó d'Aargau. L'1 de gener de 2014 els anteriors municipis de Schinznach-Dorf i Oberflachs es van fusionar en el nou municipi de Schinznach.

## Geografia
Abans de la fusió, Schinznach-Dorf tenia una superfície total de 8,8 km². el 3,3% són rius o llacs.
Es troba a 383 m d'altitud.
De les seves terres agrícoles el 19,7% està ocupat per la vinya.
Schinznach-Dorf tenia 1.735 habitants (2011).